# 七尾和晃
七尾 和晃（ななお かずあき）は、日本のノンフィクション作家、ルポライター、覆面作家。

## 人物
（1974年（昭和49年）12月27日ニューヨーク市クィーンズ区生まれ。英字新聞記者や業界紙記者、週刊新潮記者などを経て、2004年に独立してフリーとなる。記者時代には産業政策担当として経済産業省をはじめ、国土交通省、厚生労働省、総務省、外務省、環境省、内閣府などを取材する。特に、第二次臨時行政調査会や橋本行革での中央省庁再編に伴う、政策決定過程における官僚の心理的動態の変化に着目。忘れられゆく近代史の現場に赴き、「訊くのではなく聞こえる瞬間を待つ」姿勢で踏査ノンフィクションにまとめる手法で、海外と日本を往来しながら学際的なフィールドワークを行った。

## 公式ホームページ
- Kazuaki Nanao Official HomePage

## 著書
- 『堤義明闇の帝国 : 西武グループの総帥はいかにして失墜したか』光文社  2005 ISBN　4334974740
- 『銀座の怪人』講談社  2006 (講談社biz) ISBN　4062820145
- 『闇市の帝王 : 王長徳と封印された「戦後」』草思社  2007 ISBN　9784794215567
- 『総理の乳母 : 安倍晋三の隠された原風景』創言社  2007 ISBN　9784881465714
- 『炭鉱太郎がきた道 : 地下に眠る近代日本の記憶』草思社  2009 ISBN　978-4-7942-1699-1
- 『沖縄戦と民間人収容所 : 失われる記憶のルポルタージュ』原書房  2010 ISBN　978-4-562-04661-4
- 『原発官僚 : 漂流する亡国行政』草思社  2011 ISBN　9784794218384
- 『闇市の帝王』草思社  2011 (草思社文庫) ISBN　9784794218445
- 『「幻の街道」をゆく』東海教育研究所  2012 ISBN　9784486037446
- 『琉球検事 : 封印された証言』東洋経済新報社  2012 ISBN　978-4-492-22326-0
- 『堤義明闇の帝国』草思社  2014 (草思社文庫) ISBN　978-4-7942-2056-1
- 『世紀の贋作画商:「銀座の怪人」と三越事件、松本清張、そしてFBI』草思社  2014 (草思社文庫) ISBN　978-4-7942-2031-8
- 『虚業 : 小池隆一が語る企業の闇と政治の呪縛』七つ森書館 2014 ISBN　978-4-8228-1416-8
- 『安倍晋三の乳母はなぜ消えたのか : 彼女が私に語った安倍家のすべて』徳間書店  2015 ISBN　978-4-19-864064-4
- 『天皇を救った男 笠井重治』東洋経済新報社  2018  ISBN 978-4492062104

他、記事多数。